# Premis populars (Saló del Còmic de Barcelona)
Els Premis del Públic del Saló International del Còmic de Barcelona es van concedir per primer cop l'any 2000, a la 18a edició del certamen de la vinyeta, sota la coordinació de Pilar Gutiérrez. La introducció dels Premis del Públic va tenir lloc en un context de canvis generals en els guardons concedits per Ficomic.
Pel que fa als premis del jurat, el sistema d'elecció fou modificat substancialment. Fins aleshores, el sistema de votació de les obres guanyadores comptava amb dues fases. En la primera fase, tots els professionals estatals del còmic (llibreters, autors, crítics i periodistes) nominaven als candidats als premis mitjançant vot per correu. En la segona fase, Ficomic proclamava els guanyadors d'entre totes les nominacions rebudes prèviament per correu. A partir de l'edició de l'any 2000, la totalitat del sector del còmic va passar a votar també en la segona fase, elegint els nominats proclamats a la primera ronda.
A part dels tradicionals guardons concedits pel jurat, el 18è Saló va incorporar també els Premis del Públic, elegits per votació directa dels lectors. Segons la directora, Pilar Gutiérrez, aquests premis es van introduir per evitar «la paradoxa que els gèneres més venuts no obtenien mai els premis del jurat». A més d'afegir, respecte al premis, que «ens hem democratitzat».
Els primers Premis del Públic es van atorgar en les categories de millor còmic de superheroi, millor còmic erotic, millor manga i millor revista d'informació. En l'edició següent, el 2001, aquestes quatre categories es van mantenir. No obstant, a partir de 2003, les categories van canviar. El públic va passar a escollir la millor obra, la millor obra estrangera, el millor guió, el millor dibuix i l'autor revelació, quedant eliminades les quatre categories existents fins al present. Les noves categories dels Premis del Públic van prevaldre fins al 2011. Després, el Saló va portar a terme una nova i substancial reforma pel que fa al premis i totes les categories, excepte la millor obra, van quedar eliminades.

## Premis vigents

### Premi a la millor obra

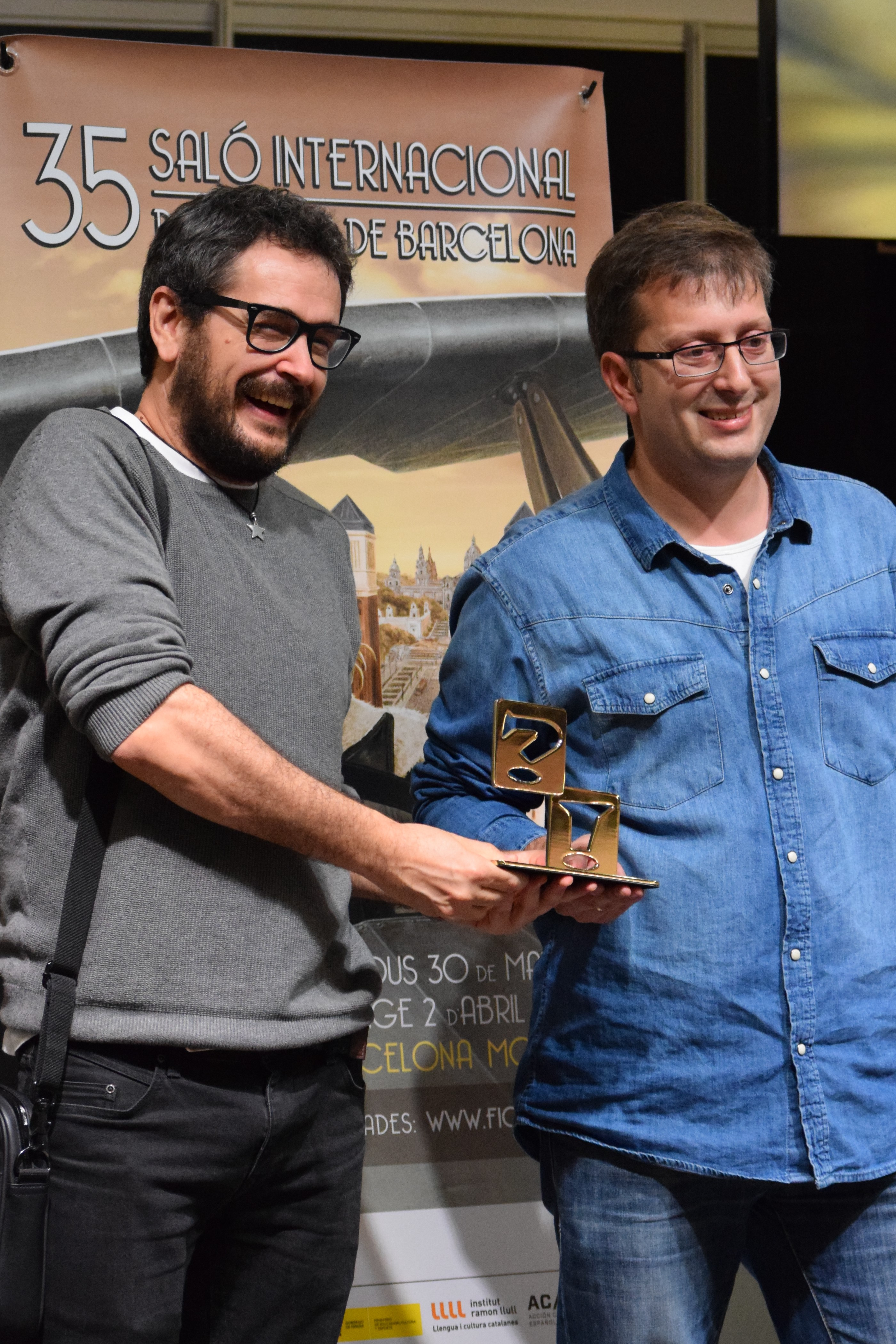
Els autors de Fantasy West, recollint el premi a la Millor Obra per votació popular (Saló del Còmic de 2017).

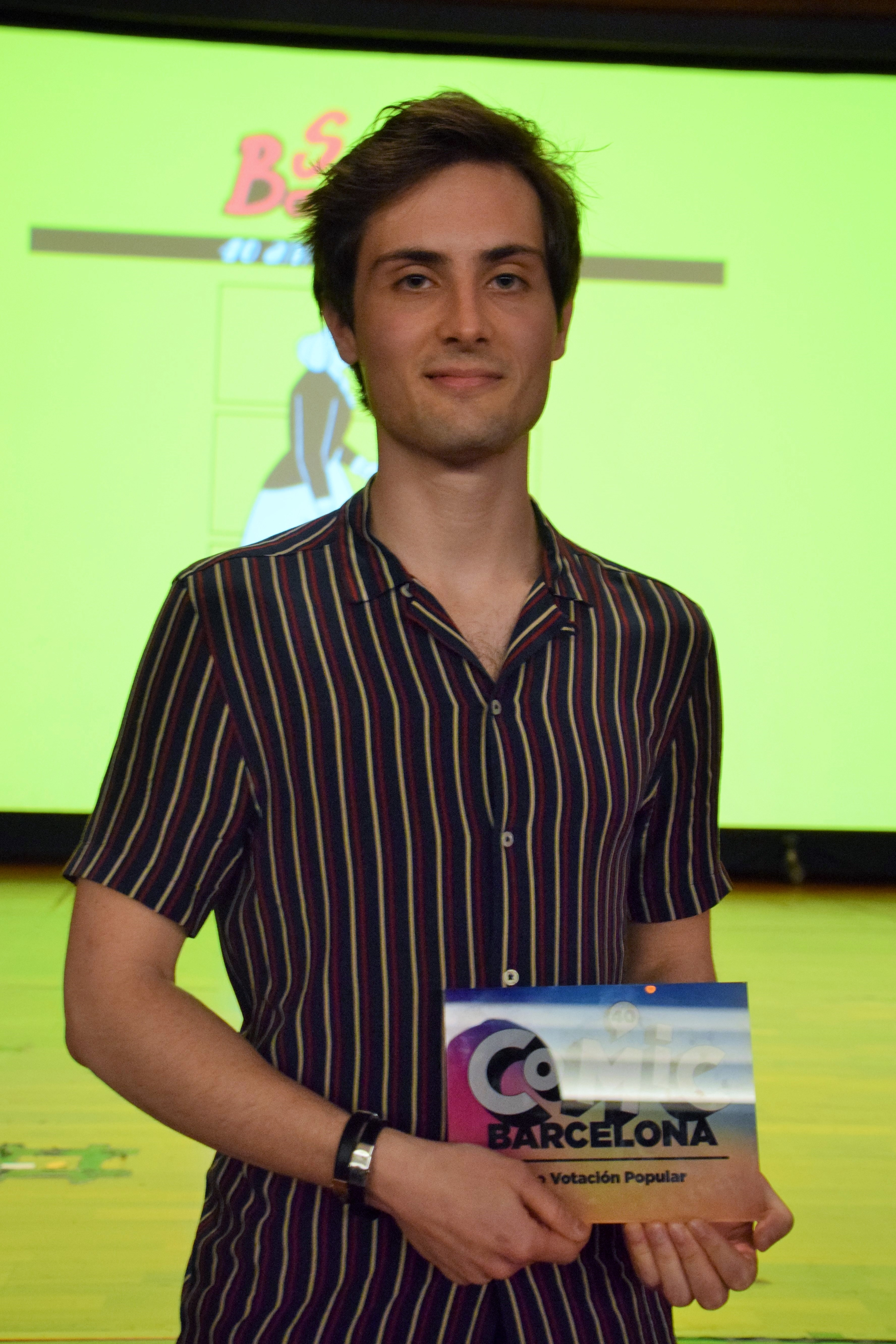
Manuel Álvarez amb el premi a la Millor Obra per votació popular (40 Comic Barcelona, 2022).

| Any        | Títol                                       | Autor                                                         | Editorial                 |
| ---------- | ------------------------------------------- | ------------------------------------------------------------- | ------------------------- |
| 2003       | Reyes Elfos: La Emperatriz del Hielo        | Víctor Santos                                                 |                           |
| 2004       | Los Reyes Elfos. La espada de los inocentes | Víctor Santos                                                 |                           |
| 2005       | Barcelona                                   | Kenny Ruiz                                                    |                           |
| 2006       | Con buen talante                            | José Manuel Puebla                                            |                           |
| 2007       | El Cazador de Rayos 3                       | Kenny Ruiz                                                    |                           |
| 2008       | Guerreros Urbanos: Tormenta de ostias       | Pere Pérez                                                    | Dolmen                    |
| 2009       | Om 2                                        | Quim Bou                                                      | Dolmen                    |
| 2010       | El juego de la luna                         | Enrique Bonet                                                 |                           |
| 2010       | El juego de la luna                         | José Luis Munuera                                             |                           |
| 2011       | Miguel, 15 años en la calle                 | Miguel Fuster                                                 |                           |
| 2012       | Lágrimas en la lluvia                       | Damián Campanario                                             | Planeta DeAgostini        |
| 2012       | Lágrimas en la lluvia                       | Assandro Valdrighi                                            | Planeta DeAgostini        |
| 2013       | Sleepers                                    | Luis NCT                                                      |                           |
| 2014       | Papel estrujado                             | Nadar                                                         |                           |
| 2015       | Croqueta y empanadilla                      | Ana Oncina                                                    | La Cúpula                 |
| 2016       | Ekhö. Mundo Espejo 3. Hollywood Boulevard   | Alessandro Barbucci Christophe Arleston                       | Norma                     |
| 2017       | Fantasy West                                | Carlos Díaz Correia Jacobo Márquez                            | autoedició                |
| 2018       | Alma Cubrae 1                               | Gonzalo Torné de la Guardia Sergio Sandoval Mado Peña         | Evolution/Panini Còmics   |
| 2019       | Desmesura                                   | Fernando Balius Mario Pellejer                                | Edicions Bellaterra       |
| 2020/ 2021 | Lezo. Última batalla                        | Ángel Miranda Guillermo Mogorrón Ramón Vega Miguel Ángel Abad | Espadas del Fin del Mundo |
| 2022       | THE                                         | Manuel Álvarez                                                | Fandogamia                |
| 2023       | Persona normal                              | Manuel Álvarez                                                | Fandogamia                |
| 2024       | Durante la tormenta                         | Pablo R. Coca                                                 | Bruguera                  |
| 2025       | Entre enfermeras                            | María Jiménez                                                 | Fandogamia                |

## Premis desapareguts

### Palmarès 2000-2002

#### Millor còmic eròtic
| Any  | Títol                 | Autor                            | Editorial |
| ---- | --------------------- | -------------------------------- | --------- |
| 2000 | Sueños húmedos        | Alfonso Azpiri                   | Norma     |
| 2001 | La salida de la clase | Rubén del Rincón i Hernán Migoya | La Cúpula |
| 2002 | Magia y Acero         | Jordi Bayarri                    | 7 Monos   |

#### Millor revista d'informació
| Any  | Títol               | Autor    | Editorial   |
| ---- | ------------------- | -------- | ----------- |
| 2000 | Dentro de la viñeta | diversos | Dude Comics |
| 2001 | Dolmen              | diversos | Dolmen      |
| 2002 | Dolmen              | diversos | Dolmen      |

#### Millor manga
| Any  | Títol                    | Autor          | Editorial          |
| ---- | ------------------------ | -------------- | ------------------ |
| 2000 | Adolf                    | Osamu Tezuka   | Planeta DeAgostini |
| 2001 | Adolf                    | Osamu Tezuka   | Planeta DeAgostini |
| 2002 | El almanaque de mi padre | Jiro Taniguchi | Planeta DeAgostini |

#### Millor còmic de superherois
| Any  | Títol                    | Autor                        | Editorial          |
| ---- | ------------------------ | ---------------------------- | ------------------ |
| 2000 | Daredevil Marvel Knights | diversos                     | Planeta DeAgostini |
| 2001 | Planetary                | Warren Ellis i John Cassaday | Wildstorm          |
| 2002 | The Authority            | Warren Ellis Brian Hitch     | Planeta DeAgostini |

### Palmarès 2003-2011

#### Premi al millor guió
| Any  | Títol                                       | Autor             | Editorial |
| ---- | ------------------------------------------- | ----------------- | --------- |
| 2003 | Oro Rojo                                    | Quim Bou          |           |
| 2004 | Los Reyes Elfos. La espada de los inocentes | Víctor Santos     |           |
| 2005 | Barcelona                                   | Kenny Ruiz        |           |
| 2006 | Omar el Navegante                           | Pedro Rodríguez   |           |
| 2007 | Los Reyes Elfos de Faerie                   | Victos Santos     |           |
| 2008 | Un hombre feliz                             | Antonio Seijas    |           |
| 2009 | La revolución de los pinceles               | Josep Busquet     | Dolmen    |
| 2010 | El juego de la luna                         | Enrique Bonet     |           |
| 2011 | Aventura bajo el Pirineo                    | Dani García Nieto |           |

#### Autor revelació
| Any  | Autor               | Títol     | Editorial |
| ---- | ------------------- | --------- | --------- |
| 2003 | Víctor Santos       |           |           |
| 2004 | Enrique V. Vegas    |           |           |
| 2005 | Kenny Ruiz          |           |           |
| 2006 | José Manuel Puebla  |           |           |
| 2007 | José Antonio Bernal |           |           |
| 2008 | Pere Pérez          |           |           |
| 2009 | Víctor Jiménez      | Niño malo | Glénat    |
| 2010 | Tomeu Pinya         |           |           |
| 2011 | Josema Carrasco     |           |           |

#### Millor obra estrangera
| Any  | Autor                                | Títol                                              | Editorial     |
| ---- | ------------------------------------ | -------------------------------------------------- | ------------- |
| 2003 | Mis circunstancias                   | Lewis Trondheim                                    |               |
| 2004 | Lucifer: Escarceo con los condenados | Carey / Gross / Ormston                            |               |
| 2005 | Blankets                             | Craig Thompson                                     |               |
| 2006 | Kane                                 | Paul Griest                                        |               |
| 2007 | Stuck Rubber Baby                    | Howard Cruse                                       |               |
| 2008 | S.                                   | Gipi                                               |               |
| 2009 | Spiderman, un día más                | Joe Quesada / J. Michael Straczynski               | Panini Cómics |
| 2010 | El Increíble Hércules: Amor y Guerra | Greg Pak / Van Lente / Clayton Henry / Salva Espín |               |
| 2011 | Asterios Polyp                       | David Mazzucchelli                                 |               |

#### Millor revista
| Any  | Revista  |
| ---- | -------- |
| 2003 | Trama    |
| 2004 | Trama    |
| 2005 | Trama    |
| 2006 | Dolmen   |
| 2007 | Dolmen   |
| 2008 | Retranca |
| 2009 | Dolmen   |
| 2010 | Dolmen   |
| 2011 | Malavida |

#### Millor fanzine
| Any  | Fanzine                             |
| ---- | ----------------------------------- |
| 2003 | Frenzy                              |
| 2004 | Me gusta más que desayunar un herpe |
| 2005 | Malavida                            |
| 2006 | Barsowia                            |
| 2007 | Gutter                              |
| 2008 | Ojo de Pez                          |
| 2009 | Hotel Safari                        |
| 2010 | El Cuaderno de Tesla                |
| 2011 | Epilepsia                           |

### Palmarès 2007-2011

#### Premi al millor dibuix
| Any  | Títol                               | Autor           | Editorial |
| ---- | ----------------------------------- | --------------- | --------- |
| 2007 | El cazador de rayos 3               | Kenny Ruiz      |           |
| 2008 | El Evangelio de Judas               | Alberto Vázquez |           |
| 2009 | Jazz Maynard. Contra viento y marea | Roger Ibáñez    | Diábolo   |
| 2010 | Los Eternos nº 1: matar a un Dios   | Daniel Acuña    |           |
| 2011 | Autobiografía no autorizada         | Nacho Casanova  |           |

#### Premi a la millor divulgació

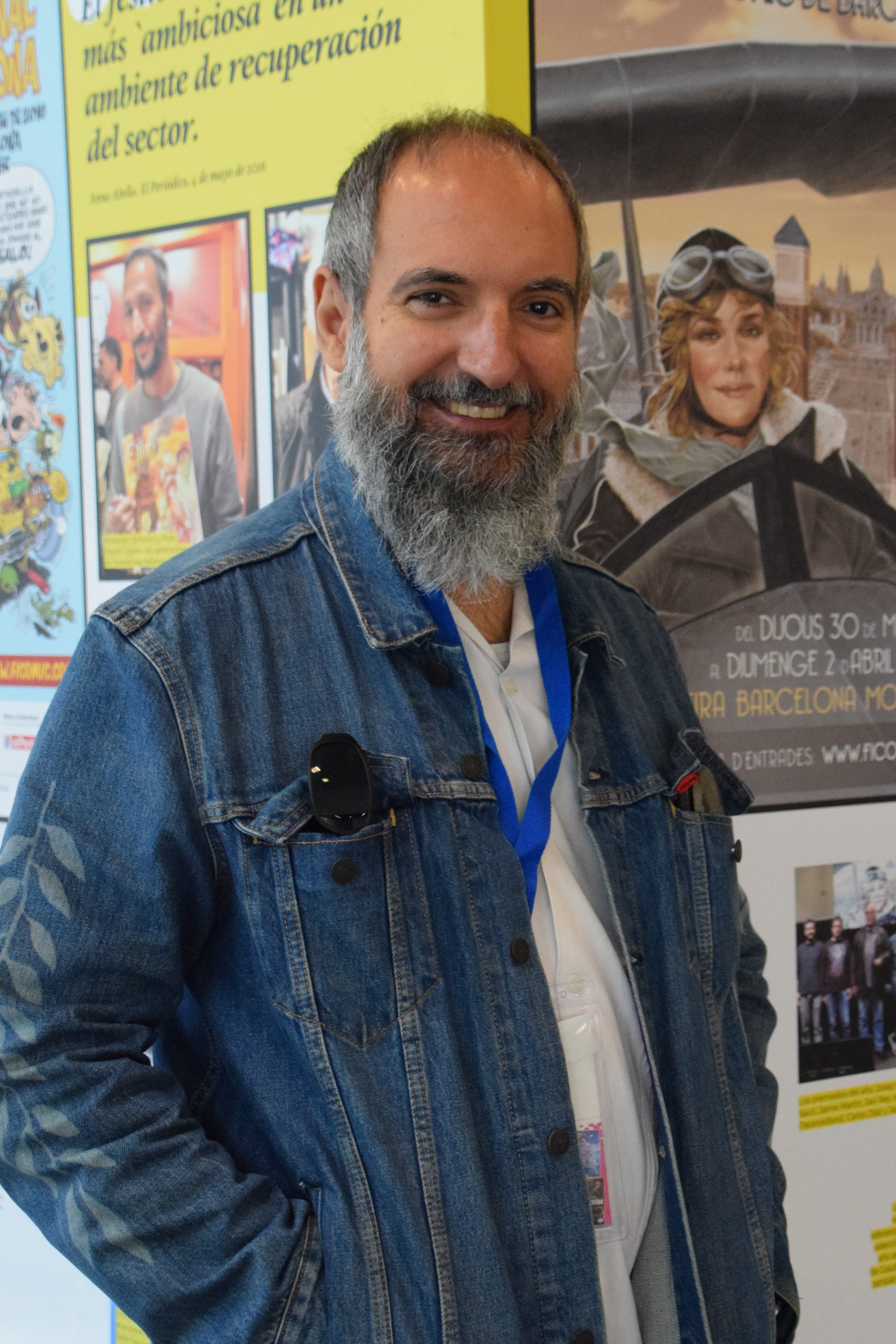
Jordi Ojeda, millor divulgador del 2010. (Foto: 2022)

| Any  | Autor       |
| ---- | ----------- |
| 2007 | Álvaro Pons |
| 2008 | Yexus       |
| 2009 | Toni Guiral |
| 2010 | Jordi Ojeda |
| 2011 | Juan Royo   |